# Mădălina Bereș
Mădălina Bereș, född 3 juli 1993 i Iași, är en rumänsk roddare. Hennes syster, Amalia Bereș, är också en roddare.

## Karriär

### 2015–2019
I maj 2015 vid EM i Poznań var Bereș en del av Rumäniens lag som tog brons i åtta med styrman. I maj 2016 tog hon brons i tvåa utan styrman tillsammans med Laura Oprea vid EM i Brandenburg. I augusti 2016 vid OS i Rio de Janeiro var Bereș en del av Rumäniens lag som tog brons i åtta med styrman. Hon tävlade även i tvåa utan styrman med Laura Oprea och slutade på tredje plats i B-finalen, totalt nionde plats.
I maj 2017 vid EM i Račice tog Bereș guld i både tvåa utan styrman och åtta med styrman. Under året tog hon även sitt första VM-guld i åtta med styrman vid VM i Sarasota. I augusti 2018 vid EM i Glasgow tog Bereș återigen guld i både tvåa utan styrman och åtta med styrman. I juni 2019 vid EM i Luzern tog hon silver i fyra utan styrman tillsammans med Ioana Vrînceanu, Viviana-Iuliana Bejinariu och Denisa Tîlvescu.

### 2020–2022
I oktober 2020 tog Bereș sitt femte EM-guld i åtta med styrman vid EM i Poznań. I april 2021 tog hon sitt sjätte EM-guld i åtta med styrman vid EM i Varese. I juli 2021 var Bereș en del av Rumäniens lag som slutade på sjätte plats i åtta med styrman vid OS i Tokyo.
I augusti 2022 vid EM i München tog Bereș sitt sjunde EM-guld i åtta med styrman. Hon tog även ett brons tillsammans med Maria-Magdalena Rusu, systern Amalia Bereș och Iuliana Buhuș i fyra utan styrman. Följande månad vid VM i Račice tog Bereș sitt andra VM-guld i åtta med styrman.

### 2023–2024
I maj 2023 vid EM i Bled tog Bereș guld tillsammans med Maria Tivodariu, Maria-Magdalena Rusu och systern Amalia Bereș i fyra utan styrman. Hon var även en del av Rumäniens lag som tog guld i åtta med styrman. I september 2023 vid VM i Belgrad tog Bereș silver i fyra utan styrman tillsammans med Maria Tivodariu, Maria-Magdalena Rusu och systern Amalia Bereș. Hon var även en del av Rumäniens lag som tog guld i åtta med styrman.
I april 2024 vid EM i Szeged tog Bereș silver tillsammans med Maria Lehaci, Maria-Magdalena Rusu och systern Amalia Bereș i fyra utan styrman. Hon var även en del av Rumäniens lag som tog guld i åtta med styrman.